# I disse tider
"I disse tider" er den tiende episode af den danske tv-serie Matador. Den blev skrevet af seriens skaber Lise Nørgaard, og den instrueret af Erik Balling. 
Afsnittet foregår i 1935.

## Handling
Hans Christian Varnæs' forhold til Ulla Jakobsen begynder at blive offentligt kendt. Hun siger op i Korsbæk Bank og får arbejde  Omegnsbanken.
Skjold Hansens datter Iben kommer hjem fra Tyskland og hun møder Kristen Skjern i Skovpavillonen, der ellers er begyndt at se Elisabeth Friis igen.
Jørgen Varnæs har igen fået økonomiske problemer, og han sælger sin sommerhusgrund til Viggo Skjold Hansen.
I desperation over sit skolearbejde løber Daniel Skjern hjemmefra. Der bliver ledt efter ham, og han bliver fundet samme aften i stalden hos sin morfar og mormor.